# Simchat Torah
Simchat Torah, שמחת תורה, är en judisk högtid, då man firar att man läst ut Torah för det förra året och börjar om på nytt.
Man firar att man fått torah med presenter, dans och godis.